# Netscape Browser
Netscape Browser是Netscape網頁瀏覽器的第8版，改寫自Mozilla基金會的Mozilla Firefox瀏覽器，不同於以往導航者（Navigator）與郵件軟體（Netscape Mail & Newsgroups）一起推出的套裝形式。原本的HTML編輯器也被獨立出來，成為由Linspire公司研發的Nvu。
該軟體僅有Windows作業系統執行的版本。由美國線上（AOL）發行，開發方面則委託加拿大公司Mercurial Communications負責。該款瀏覽器是自Netscape結束瀏覽器開發業務後，首款以Netscape名義推出的瀏覽器，也是Netscape瀏覽器系列的延續。
特徵是並內建了兩種網頁排版引擎，包含Firefox原本的Gecko排版引擎，與微軟Internet Explorer的Trident （MSHTML）排版引擎。預設有兩種佈景主題，其中一種不跟隨微軟介面稱為Fusion的主題，或是原本Netscape使用的傳統主題設計Winscape。正式版於2005年3月19日推出，並且在發佈的同日旋即推出更新版。

## 版本歷史
| 版號                  | 發布日期       | 基於Mozilla Firefox版本 | 說明                           |
| --------------------- | -------------- | ----------------------- | ------------------------------ |
| 0.5.6+                | 2004年11月30日 | 0.9.3                   |                                |
| 0.6.4                 | 2005年1月7日   | 1.0                     |                                |
| 0.9.4（8.0 pre-beta） | 2005年2月17日  | 1.0                     |                                |
| 0.9.5（8.0 pre-beta） | 2005年2月23日  | 1.0                     |                                |
| 0.9.6（8.0 beta）     | 2005年3月3日   | 1.0                     |                                |
| 8.0                   | 2005年5月19日  | 1.0.3                   | 正式上市                       |
| 8.0.1                 | 2005年5月19日  | 1.0.4                   | 隨Firefox安全性修正更新        |
| 8.0.2                 | 2005年6月17日  | 1.0.4                   | 修正IE的XML相關錯誤            |
| 8.0.3.1               | 2005年7月25日  | 1.0.6                   | 隨Firefox安全性修正更新        |
| 8.0.3.3               | 2005年8月8日   | 1.0.6                   | 修正左鍵無法正常下載等臭蟲     |
| 8.0.4                 | 2005年10月19日 | 1.0.7                   | 隨Firefox安全性修正更新        |
| 8.1.2                 | 2006年9月27日  | 1.0.8                   | 強化RSS功能                    |
| 8.1.3                 | 2007年4月2日   | 1.0.8                   | 隨Firefox1.5.0.8安全性修正更新 |

## 相關文章
- Netscape
- 網景 (瀏覽器)
- Mozilla Firefox
- 网页浏览器列表
- 网页浏览器比较

| 先前 Netscape 7 | Netscape Browser | 其後 Netscape Navigator 9 |